# 社会主义阵线 (尼泊尔)
社会主义阵线（羅馬化：Samajbadi Morcha）是尼泊尔的一个左翼政党联盟。该联盟成立于2023年，由尼泊尔共产党（毛主义中心）、尼泊尔共产党（联合社会主义者）、尼泊尔共产党 (2014年)和尼泊尔社会主义人民党组成。